# Etnias chinas
La siguiente es una lista de los grupos étnicos en China, en donde se entiende por China a las zonas controladas por cualquiera de los dos estados conocidos como «China» en sus nombres oficiales, la República Popular China (RPC) y la República de China (Taiwán).
El grupo étnico más grande son los han. El 91.59 % de la población china (1400 millones) fue clasificada como han. Además de la mayoría han, China reconoce a otros 55 grupos étnicos, que son alrededor de 105 millones de personas, en su mayoría concentrados en el noroeste, norte, noreste, sur y suroeste, pero con algunos asentamientos en el centro interior.
En cuanto a la población de origen internacional o extranjera en China es prácticamente inexistente, representando tan solo el 0.49 % del total nacional (unos 657 000 habitantes, que representa el menor porcentaje de extranjeros sobre la población total en un país). La mayoría se concentra en la capital Pekín y en las zonas de Hong Kong y Taiwán. La población extranjera en China está integrada de la siguiente manera:
- coreanos, mongoles, japoneses, rusos y kazajos: 60 % (394 200 habitantes);
- otros europeos: 35 % (229 950 habitantes);
- otras razas o nacionalidades: 5 % (32 850 habitantes).

## Etnias oficialmente reconocidas como grupos étnicos
Por orden de población sigue a continuación la lista de los 56 grupos étnicos reconocidos oficialmente por el gobierno de la República Popular China.
| Etnia     | Pinyin       | chino simplificado | chino tradicional | Población     |
| --------- | ------------ | ------------------ | ----------------- | ------------- |
| han       | hàn zú       | 汉族               | 漢族              | 1.230.117.207 |
| zhuang    | zhuàng zú    | 壮族               | 壯族              | 16.178.811    |
| manchú    | mǎn zú       | 满族               | 滿族              | 10.682.263    |
| hui1      | huí zú       | 回族               | 回族              | 9.816.802     |
| miao2     | miáo zú      | 苗族               | 苗族              | 8.940.116     |
| uigur     | wéiwúěr zú   | 维吾尔族           | 維吾爾族          | 8.399.393     |
| tujia     | tǔjiā zú     | 土家族             | 土家族            | 8.028.133     |
| yi        | yí zú        | 彝族               | 彝族              | 7.762.286     |
| mongol    | měnggǔ zú    | 蒙古族             | 蒙古族            | 5.813.947     |
| tibetana3 | zàng zú      | 藏族               | 藏族              | 5.416.021     |
| buyei     | bùyī zú      | 布依族             | 布依族            | 2.971.460     |
| dong      | dòng zú      | 侗族               | 侗族              | 2.960.293     |
| yao       | yáo zú       | 瑶族               | 瑤族              | 2.637.421     |
| coreanos  | chǎoxiǎn zú  | 朝鲜族             | 朝鲜族            | 2.543.578     |
| bai       | bái zú       | 白族               | 白族              | 1.858.063     |
| hani      | hāní zú      | 哈尼族             | 哈尼族            | 1.439.673     |
| kazaja    | hāsàkè zú    | 哈萨克族           | 哈薩克族          | 1.250.458     |
| li        | lí zú        | 黎族               | 黎族              | 1.247.814     |
| dai4      | dǎi zú       | 傣族               | 傣族              | 1.158.989     |
| she       | shē zú       | 畲族               | 畲族              | 709.592       |
| lisu      | lìsù zú      | 傈僳族             | 傈僳族            | 634.912       |
| gelao     | gēlǎo zú     | 仡佬族             | 仡佬族            | 579.357       |
| dongxiang | dōngxiāng zú | 东乡族             | 東鄉族            | 513.805       |
| gaoshan5  | gāoshān zú   | 高山族             | 高山族            | 458.000       |
| lahu      | lāhù zú      | 拉祜族             | 拉祜族            | 453.705       |
| Sui       | shuǐ zú      | 水族               | 水族              | 406.902       |
| va        | wǎ zú        | 佤族               | 佤族              | 396.610       |
| naxi6     | nàxī zú      | 纳西族             | 納西族            | 308.839       |
| qiang     | qiāng zú     | 羌族               | 羌族              | 306.072       |
| tu        | tǔ zú        | 土族               | 土族              | 241.198       |
| mulao     | mùlǎo zú     | 仫佬族             | 仫佬族            | 207.352       |
| xibe      | xíbó zú      | 锡伯族             | 錫伯族            | 188.824       |
| kirguís   | kēěrkèzī zú  | 柯尔克孜族         | 柯爾克孜族        | 160.823       |
| daur      | dáwòěr zú    | 达斡尔族           | 達斡爾族          | 132.394       |
| jingpo7   | jǐngpō zú    | 景颇族             | 景頗族            | 132.143       |
| maonan    | màonán zú    | 毛南族             | 毛南族            | 107.166       |
| salar     | sǎlá zú      | 撒拉族             | 撒拉族            | 104.503       |
| blang     | bùlǎng zú    | 布朗族             | 布朗族            | 91.882        |
| tayika    | tǎjíkè zú    | 塔吉克族           | 塔吉克族          | 41.028        |
| achang    | āchāng zú    | 阿昌族             | 阿昌族            | 33.936        |
| pumi      | pǔmǐ zú      | 普米族             | 普米族            | 33.600        |
| ewenki    | èwēnkè zú    | 鄂温克族           | 鄂温克族          | 30.505        |
| nu        | nù zú        | 怒族               | 怒族              | 28.759        |
| gin8      | jīng zú      | 京族               | 京族              | 22.517        |
| jino      | jīnuò zú     | 基诺族             | 基諾族            | 20.899        |
| de'ang    | déáng zú     | 德昂族             | 德昂族            | 17.935        |
| bonan     | bǎoān zú     | 保安族             | 保安族            | 16.505        |
| rusa      | éluōsī zú    | 俄罗斯族           | 俄羅斯族          | 15.609        |
| yugur     | yùgù zú      | 裕固族             | 裕固族            | 13.719        |
| uzbeka    | wūzībiékè zú | 乌孜别克族         | 烏孜别克族        | 12.370        |
| monba     | ménbā zú     | 门巴族             | 門巴族            | 8.923         |
| oroqen    | èlúnchūn zú  | 鄂伦春族           | 鄂倫春族          | 8.196         |
| derung    | dúlóng zú    | 独龙族             | 獨龍族            | 7.426         |
| tártaros  | tǎtǎěr zú    | 塔塔尔族           | 塔塔爾族          | 4.890         |
| hezhen9   | hèzhé zú     | 赫哲族             | 赫哲族            | 4.640         |
| lhoba     | luòbā zú     | 珞巴族             | 珞巴族            | 2.965         |

1A veces incluye a los utsuls de Hainan, descendientes de los cham refugiados

2También conocidos como hmong

3Incluyen a los tibetanos de Amdo, y los tibetanos khamba

4También llamada dai lue, uno de los grupos étnicos tai

5El nombre colectivo para todos los aborígenes de grupos aborígenes en Taiwán.

6A veces se incluye a los mosuo, 摩梭人

7El mismo grupo que kinh o chino-vietnamita e históricamente denominado 越 (Yue)

8El mismo grupo que hezhen, en el lado ruso de la frontera

## Minorías étnicas no reconocidas
Esta es una lista de las minorías étnicas que no son reconocidas por el gobierno de la República Popular China.
- Gejia (亻革家人, Gèjiā Rén).
- Bajia (八甲人, Bājiǎ Rén).
- Deng (僜人, Dèng Rén).
- Kemu (克木人, kèmù rén).
- Kucong (simplificado: 苦聪人; tradicional: 苦聰人; kǔcōng rén).
- Mang (芒人, máng rén).
- Sherpas (simplificado: 夏尔巴人; tradicional: 夏爾巴人; xiàěrbā rén).
- Tuvinianos (图瓦人, túwǎ rén).
- Utsul (回輝人, Huíhuī rén)
- Yi (羿人, yìrén).
- Youtai (simplificado: 犹太; tradicional: 猶太; yóutài; judíos de China y población judía en general).
- Inmigrantes (外国人), que significa extranjero en chino mandarín.